# Hui
A Hui ókori egyiptomi név, az Amenhotep beceneveként és önállóan is előfordul.
Híres viselői:
- Hui, uralkodó talán a VIII. dinasztia idején
- Hui, papnő a XVIII. dinasztia idején, III. Thotmesz anyósa
- Hui, Ptah főpapja II. Ramszesz idején (XIX. dinasztia)
- Hui, Kús alkirálya II. Ramszesz idején (XIX. dinasztia)
- Hui, I. Amenhotep wab-papja II. Ramszesz idején; a TT14 sír tulajdonosa
- Amenhotep (Hui), vezír III. Amenhotep idején (XVIII. dinasztia)
- Amenhotep (Hui), memphiszi háznagy III. Amenhotep idején (XVIII. dinasztia)
- Amenhotep (Hui), Kús alkirálya Tutanhamon idején (XVIII. dinasztia)